# 前田利久 (藩主)
前田利久（日语：／ Maeda Toshihisa）為江戶時代中期至後期的大名。越中富山藩第7代藩主。

## 生平
於寶曆12年（1762年）3月16日出生。在出生不久後父親前田利幸於同年10月逝世，家督由叔父前田利與繼任。翌年8月，利與收利久為養子。
安永6年（1777年），利與決定隱居，將家督讓予利久。
天明7年（1787年）8月7日逝世，得年25歲。家督職位由養子前田利謙承接。